# N239 (België)
De N239 is een gewestweg in België tussen Ottignies (N237) en Waver (N4/N243). De weg heeft een lengte van ongeveer 7 kilometer. Op een stukje in Waver na, bestaat de weg uit twee rijstroken voor beide rijrichtingen samen. In Waver is de weg voor een klein gedeelte ingericht als eenrichtingsverkeersweg.